# Kristian Bjørn
Kristian Bjørn (* 22. August 1919 in Alvdal; † 1. April 1993 in Alvdal) war ein norwegischer Skilangläufer.
Bjørn wurde im Jahr 1947 Siebter beim Holmenkollen Skifestival über 50 km und 1948 Neunter über 50 km. Bei den Olympischen Winterspielen 1948 in St. Moritz errang er den neunten Platz über 50 km. Im Februar 1950 holte er bei den nordischen Skiweltmeisterschaften in Lake Placid die Bronzemedaille mit der Staffel. Zudem kam er im Lauf über 18 km auf den 18. Platz. Bei norwegischen Meisterschaften belegte er 1948 und 1949 jeweils den zweiten Platz über 18 km. Sein Sohn ist der ehemalige Skilangläufer Torgeir Bjørn.